# Municipio de Noble (condado de Marshall)
El municipio de Noble (en inglés: Noble Township) es un municipio ubicado en el condado de Marshall en el estado estadounidense de Kansas. En el año 2010 tenía una población de 195 habitantes y una densidad poblacional de 2,1 personas por km².

## Geografía
El municipio de Noble se encuentra ubicado en las coordenadas 39°42′12″N 96°17′16″O / 39.70333, -96.28778. Según la Oficina del Censo de los Estados Unidos, el municipio tiene una superficie total de 92.69 km², de la cual 91,68 km² corresponden a tierra firme y (1,09 %) 1,01 km² es agua.

## Demografía
Según el censo de 2010, había 195 personas residiendo en el municipio de Noble. La densidad de población era de 2,1 hab./km². De los 195 habitantes, el municipio de Noble estaba compuesto por el 95,38 % blancos, el 1,03 % eran amerindios y el 3,59 % eran de una mezcla de razas. Del total de la población el 3,08 % eran hispanos o latinos de cualquier raza.